# Rem als Jocs Olímpics d'estiu de 1928 - Scull individual masculí
La competició de scull individual masculí va ser una de les set proves del programa de rem que es van disputar als Jocs Olímpics d'Estiu d'Amsterdam de 1928. La prova es va disputar entre el 3 i el 10 d'agost de 1928, amb la participació de 15 remers, procedents de 15 països diferents, ja que cada nació només podia aportar un vaixell en la prova.

## Medallistes
| Or                 | Plata               | Bronze                |
| Bobby Pearce (AUS) | Kenneth Myers (USA) | Theodore Collet (GBR) |

## Format del concurs
La competició de 1928 va ampliar el sistema de repesca introduït el 1924, donant als remers perdedors una segona oportunitat de seguir endavant. El nombre de remers a cada cursa es va tornar a limitar a dos, després de diversos Jocs amb més de dos vaixells per cursa. La distància a recórrer era de 2.000 metres, estàndard olímpic des del 1912.

## Programa
| Data                          | Horari | Ronda           |
| ----------------------------- | ------ | --------------- |
| Divendres, 3 d'agost de 1928  |        | Ronda 1         |
| Dissabte, 4 d'agost de 1928   |        | Primera repesca |
| Diumenge, 5 d'agost de 1928   |        | Ronda 2         |
| Dilluns, 6 d'agost de 1928    |        | Segona repesca  |
| Dimarts, 7 d'agost de 1928    |        | Quarts de final |
| Dimecres, 8 d'agost de 1928   |        | Semifinals      |
| Divendres, 10 d'agost de 1928 | 13:00  | Final           |

## Resultats
Font: Resultats oficials; De Wael

### Primera ronda
Els guanyadors passaven a la segona ronda. Els perdedors competien en la primera repesca.
Primera ronda, sèrie 1
| Pos. | Remer             | Nació      | Temps  | Notes |
| ---- | ----------------- | ---------- | ------ | ----- |
| 1    | David Collet      | Regne Unit | 8:29.6 | Q     |
| 2    | Édouard Candeveau | Suïssa     | 8:35.8 | R     |

Primera ronda, sèrie 2
| Pos. | Remer          | Nació     | Temps  | Notes |
| ---- | -------------- | --------- | ------ | ----- |
| 1    | Bobby Pearce   | Austràlia | 7:55.8 | Q     |
| 2    | Walter Flinsch | Alemanya  | 8:21.8 | R     |

Primera ronda, sèrie 3
| Pos. | Remer              | Nació         | Temps  | Notes |
| ---- | ------------------ | ------------- | ------ | ----- |
| 1    | Joseph Wright, Jr. | Canadà        | 7:57.8 | Q     |
| 2    | Bert Gunther       | Països Baixos | 7:58.4 | R     |

Primera ronda, sèrie 4
| Pos. | Remer          | Nació   | Temps  | Notes |
| ---- | -------------- | ------- | ------ | ----- |
| 1    | Vincent Saurin | França  | 8:09.2 | Q     |
| 2    | Jack Mottart   | Bèlgica | 8:14.8 | R     |

Primera ronda, sèrie 5
| Pos. | Remer           | Nació     | Temps  | Notes |
| ---- | --------------- | --------- | ------ | ----- |
| 1    | Béla Szendey    | Hongria   | 8:03.2 | Q     |
| 2    | Arnold Schwartz | Dinamarca | 8:06.0 | R     |

Primera ronda, sèrie 6
| Pos. | Remer          | Nació        | Temps  | Notes |
| ---- | -------------- | ------------ | ------ | ----- |
| 1    | Kenneth Myers  | Estats Units | 8:14.2 | Q     |
| 2    | Hendrik de Kok | Sud-àfrica   | 8:19.2 | R     |

Primera ronda, sèrie 7
| Pos. | Remer           | Nació          | Temps  | Notes |
| ---- | --------------- | -------------- | ------ | ----- |
| 1    | Josef Straka    | Txecoslovàquia | 8:05.2 | Q     |
| 2    | Kinichiro Ishii | Japó           | DNF    | E     |

Primera ronda, sèrie 8
| Pos. | Remer                   | Nació  | Temps  | Notes |
| ---- | ----------------------- | ------ | ------ | ----- |
| 1    | Michelangelo Bernasconi | Itàlia | 8:02.0 | Q     |

### Primera repesca
Els guanyadors passaven a la segona ronda, però no podien disputar la segona repesca si hi arribaven. Els perdedors van ser eliminats.
Primera repesca, sèrie 1
| Pos. | Remer           | Nació     | Temps  | Notes |
| ---- | --------------- | --------- | ------ | ----- |
| 1    | Arnold Schwartz | Dinamarca | 8:20.2 | Q     |
| 2    | Walter Flinsch  | Alemanya  | 8:23.4 | E     |

Primera repesca, sèrie 2
| Pos. | Remer        | Nació         | Temps  | Notes |
| ---- | ------------ | ------------- | ------ | ----- |
| 1    | Bert Gunther | Països Baixos | 8:11.6 | Q     |
| 2    | Jack Mottart | Bèlgica       | 8:17.0 | E     |

Primera repesca, sèrie 3
| Pos. | Remer             | Nació      | Temps  | Notes |
| ---- | ----------------- | ---------- | ------ | ----- |
| 1    | Édouard Candeveau | Suïssa     | 8:28.6 | Q     |
| 2    | Hendrik de Kok    | Sud-àfrica | 8:50.0 | E     |

### Segona ronda
Els guanyadors passaven a la tercera ronda. Els perdedors competien en la segona repesca, sempre i quan no haguessin disputat la primera. Si això passava quedaven eliminats.
Segona ronda, sèrie 1
| Pos. | Remer        | Nació         | Temps  | Notes |
| ---- | ------------ | ------------- | ------ | ----- |
| 1    | Bert Gunther | Països Baixos | 8:23.8 | Q     |
| 2    | Béla Szendey | Hongria       | 8:33.8 | R     |

Segona ronda, sèrie 2
| Pos. | Remer              | Nació          | Temps  | Notes |
| ---- | ------------------ | -------------- | ------ | ----- |
| 1    | Josef Straka       | Txecoslovàquia | 8:36.4 | Q     |
| 2    | Joseph Wright, Jr. | Canadà         | 8:45.0 | R     |

Segona ronda, sèrie 3
| Pos. | Remer           | Nació     | Temps  | Notes |
| ---- | --------------- | --------- | ------ | ----- |
| 1    | Bobby Pearce    | Austràlia | 7:28.0 | Q     |
| 2    | Arnold Schwartz | Dinamarca | 7:47.6 | E     |

Segona ronda, sèrie 4
| Pos. | Remer         | Nació        | Temps  | Notes |
| ---- | ------------- | ------------ | ------ | ----- |
| 1    | Kenneth Myers | Estats Units | 7:46.8 | Q     |
| 2    | David Collet  | Regne Unit   | 7:56.4 | R     |

Segona ronda, sèrie 5
| Pos. | Remer                   | Nació  | Temps  | Notes |
| ---- | ----------------------- | ------ | ------ | ----- |
| 1    | Vincent Saurin          | França | 8:38.2 | Q     |
| 2    | Michelangelo Bernasconi | Itàlia | 9:10.2 | R     |

Segona ronda, sèrie 6
| Pos. | Remer             | Nació  | Temps  | Notes |
| ---- | ----------------- | ------ | ------ | ----- |
| 1    | Édouard Candeveau | Suïssa | 9:06.6 | Q     |

### Segona repesca
Els vencedors passaven a la tercera ronda, mentre els perdedors quedaven eliminats.
Segona repesca, sèrie 1
| Pos. | Remer                   | Nació  | Temps  | Notes |
| ---- | ----------------------- | ------ | ------ | ----- |
| 1    | Joseph Wright, Jr.      | Canadà | 7:49.6 | Q     |
| 2    | Michelangelo Bernasconi | Itàlia | DNF    | E     |

Segona repesca, sèrie 2
| Pos. | Remer        | Nació      | Temps  | Notes |
| ---- | ------------ | ---------- | ------ | ----- |
| 1    | David Collet | Regne Unit | 7:35.2 | Q     |
| 2    | Béla Szendey | Hongria    | 7:42.4 | E     |

### Quarts de final
A partir d'aquest punt, la competició es convertia en una eliminatòria pura, quedant eliminat el perdedor de la cursa.
Quarts de final 1
| Pos. | Remer              | Nació      | Temps  | Notes |
| ---- | ------------------ | ---------- | ------ | ----- |
| 1    | David Collet       | Regne Unit | 7:52.2 | Q     |
| 2    | Joseph Wright, Jr. | Canadà     | 7:57.6 | E     |

Quarts de final 2
| Pos. | Remer        | Nació          | Temps  | Notes |
| ---- | ------------ | -------------- | ------ | ----- |
| 1    | Bert Gunther | Països Baixos  | 7:57.4 | Q     |
| 2    | Josef Straka | Txecoslovàquia | 8:04.8 | E     |

Quarts de final 3
| Pos. | Remer             | Nació        | Temps  | Notes |
| ---- | ----------------- | ------------ | ------ | ----- |
| 1    | Kenneth Myers     | Estats Units | 8:05.6 | Q     |
| 2    | Édouard Candeveau | Suïssa       | 8:11.0 | E     |

Quarts de final 4
| Pos. | Remer          | Nació     | Temps  | Notes |
| ---- | -------------- | --------- | ------ | ----- |
| 1    | Bobby Pearce   | Austràlia | 7:42.8 | Q     |
| 2    | Vincent Saurin | França    | 8:11.8 | E     |

### Semifinals
Els vencedors lluitarien per l'or, mentre els perdedors ho fan pel bronze.
Semifinal 1
| Pos. | Remer        | Nació      | Temps  | Notes |
| ---- | ------------ | ---------- | ------ | ----- |
| 1    | Bobby Pearce | Austràlia  | 7:01.8 | QA    |
| 2    | David Collet | Regne Unit | 7:08.6 | QB    |

Semifinal 2
| Pos. | Remer         | Nació         | Temps  | Notes |
| ---- | ------------- | ------------- | ------ | ----- |
| 1    | Kenneth Myers | Estats Units  | 7:14.2 | QA    |
| 2    | Bert Gunther  | Països Baixos | 7:18.0 | QB    |

### Final
Final B
| Pos. | Remer        | Nació         | Temps  |
| ---- | ------------ | ------------- | ------ |
| 3    | David Collet | Regne Unit    | 7:19.8 |
| 4    | Bert Gunther | Països Baixos | 7:31.6 |

Final A
| Pos. | Remer         | Nació        | Temps  |
| ---- | ------------- | ------------ | ------ |
| 1    | Bobby Pearce  | Austràlia    | 7:11.0 |
| 2    | Kenneth Myers | Estats Units | 7:20.8 |